# Îlot de la Selle
Îlot de la Selle är en ö i Antarktis. Den ligger i havet utanför Östantarktis. Frankrike gör anspråk på området.